# Khovorod
Khovorod is een compositie van Julian Anderson uit 1989. In 1994 reviseerde hij het werk.
Khovorod is geschreven in opdracht van het London Sinfonietta. Khovorod is een compositie waarin een combinatie van rondedansen met koormuziek wordt verwerkt. Het is terug te voeren naar zelfs het oude Griekenland (Chorea). Het is een soort minimal music waarbij één toon gedurende de gehele compositie steeds weer terugkomt als accentpunt, in verschillende soorten en tempi.
Anderson heeft met deze compositie een "modern klassieke" Khovorod afgeleverd, waarbij de toon C steeds weer terugkeert. Het werk duurt ongeveer 13 minuten. De opdrachtgever gaf de première onder leiding van Markus Stenz.